# Frederik Willem van Teschen
Frederik Willem van Teschen (9 november 1601 - Keulen, 19 augustus 1625) was van 1617 tot 1625 hertog van Teschen. Hij behoorde tot de Silezische tak van het huis Piasten.

## Levensloop
Frederik Willem was de derde, maar de enige overlevende zoon van hertog Adam Wenceslaus van Teschen en diens gemalin Elisabeth, dochter van hertog Godhard Kettler van Koerland. Tien dagen na zijn geboorte overleed zijn moeder aan complicaties als gevolg van de bevalling. 
Al vanaf zijn vroege jeugd werd Frederik Willems opleiding toevertrouwd aan de Silezische humanist Baltzar Exner. In 1611 besliste zijn vader echter om zich te bekeren tot het katholicisme en werden bijgevolg alle protestantse leden van het hof weggestuurd, waaronder Exner. Vervolgens werd Frederik Willem onderwezen bij de Jezuïeten in München.
In juli 1617 overleed zijn vader, waarna Frederik Willem hem opvolgde als hertog van Teschen. Desondanks bleef hij in München tot in 1624. Hierdoor werd het bestuur van Teschen uitgeoefend door een regentenraad. De echte macht lag echter bij zijn oudere zus Elisabeth Lucretia. 
Tijdens de jaren 1620 kende Teschen een pestepidemie en stierven vele inwoners. Het hertogdom ondervond ook veel last van de Dertigjarige Oorlog en Teschen werd door meerdere troepen geplunderd. Zo werd in 1620 de stad Skotschau vernietigd door Poolse troepen, die protestantse inwoners van de stad als hun vijand beschouwden. In 1621 werd de stad Teschen ook grotendeels verwoest, maar dan door keizerlijke troepen onder leiding van kolonel Karel Spinelli. In 1622 was het hertogdom Teschen dan weer het terrein van de veldslag tussen de protestantse en katholieke troepen.
Na zijn terugkeer in Teschen in 1624, begon Frederik Willem zelfstandig te regeren. Op religieus gebied stelde hij zich tolerant op tussen katholieken en protestanten en probeerde hij ook spanningen tussen beide religies te vermijden. Zijn bestuur bracht echter weinig verbetering voor Teschen en begin 1625 verliet hij het hertogdom Teschen om in dienst te treden bij de keizer in de Spaanse Nederlanden, waar hij functie van militaire commandant kreeg toegewezen. Tijdens de reis raakte Frederik Willem echter ernstig ziek en in augustus 1625 overleed hij in Keulen. Zijn lichaam werd bijgezet in het dominicanenklooster van Teschen.
Frederik Willem was nooit gehuwd, maar had wel een onwettige dochter Maria Magdalena (1624-1661), die door keizer Ferdinand III gelegitimeerd werd en op 8 mei 1640 op keizerlijk bevel de titel van barones van Hohenberg kreeg. Zij huwde eerst met de maarschalk van het kasteel van Teschen, Tluck van Toschonowitz, en na diens dood met Nicolaas Rudzki.